# Konakry (region)
Region Konakry – region położony w zachodniej Gwinei. Graniczy z innym gwinejskim regionem - Kindia.